# David Steinberg
David Steinberg (Winnipeg, Manitoba, 9 de agosto de 1942) é um diretor, ator, produtor, roteirista e cineasta canadense. Steinberg dirigiu vários filmes e episódios de muitas das sitcoms de maior sucesso da televisão dos últimos vinte anos, incluindo Seinfeld, Friends, Mad About You, Curb Your Enthusiasm e mais de 35 episódios de Designing Women.

## Biografia
Nasceu em Winnipeg, província de Manitoba, Canadá. Filho de Jacob e Ruth Steinberg. Estudou teologia em Israel. Mais tarde, enquanto estudava Literatura inglesa na Universidade de Chicago, decidiu se tornar um comediante após ver uma atuação de Lenny Bruce. Ele terminou os estudos e foi descoberto por um dos fundadores do The Second City em Chicago, onde ingressou em 1964. Lá, por seis anos, ele teve a oportunidade de atuar com outros comediantes Stand-up como Robert Klein, Fred Willard, Peter Boyle e Joe Flaherty. 
Uma das performances mais notórias de Steinberg aconteceu em outubro de 1968 no show The Smothers Brothers Comedy Hour, onde ele deu sermões satíricos. Tal performance provocou queixas dos telespectadores da CBS e, como resultado, a rede instituiu uma política de fornecimento de estações locais com uma emissão de circuito fechado de cada episódio com antecedência para que os seus telespectadores pudessem escolher se queriam ou não vê-los. The Smothers Brothers foi informado pela rede que poderia ter Steinberg no show novamente na condição de que ele não iria repetir os sermões. No entanto, Tommy Smothers pediu a Steinberg para fazê-los novamente e ele deu um sermão em que ele disse: "Os estudiosos do Antigo Testamento dizem que Jonas foi engolido por uma baleia. Os gentios, os estudiosos do Novo Testamento dizem,"Não parem, judeus" Eles literalmente arrebataram os judeus do Antigo Testamento." Este incidente contribuiu para o cancelamento do show. A performance de Jonas nunca foi ao ar.

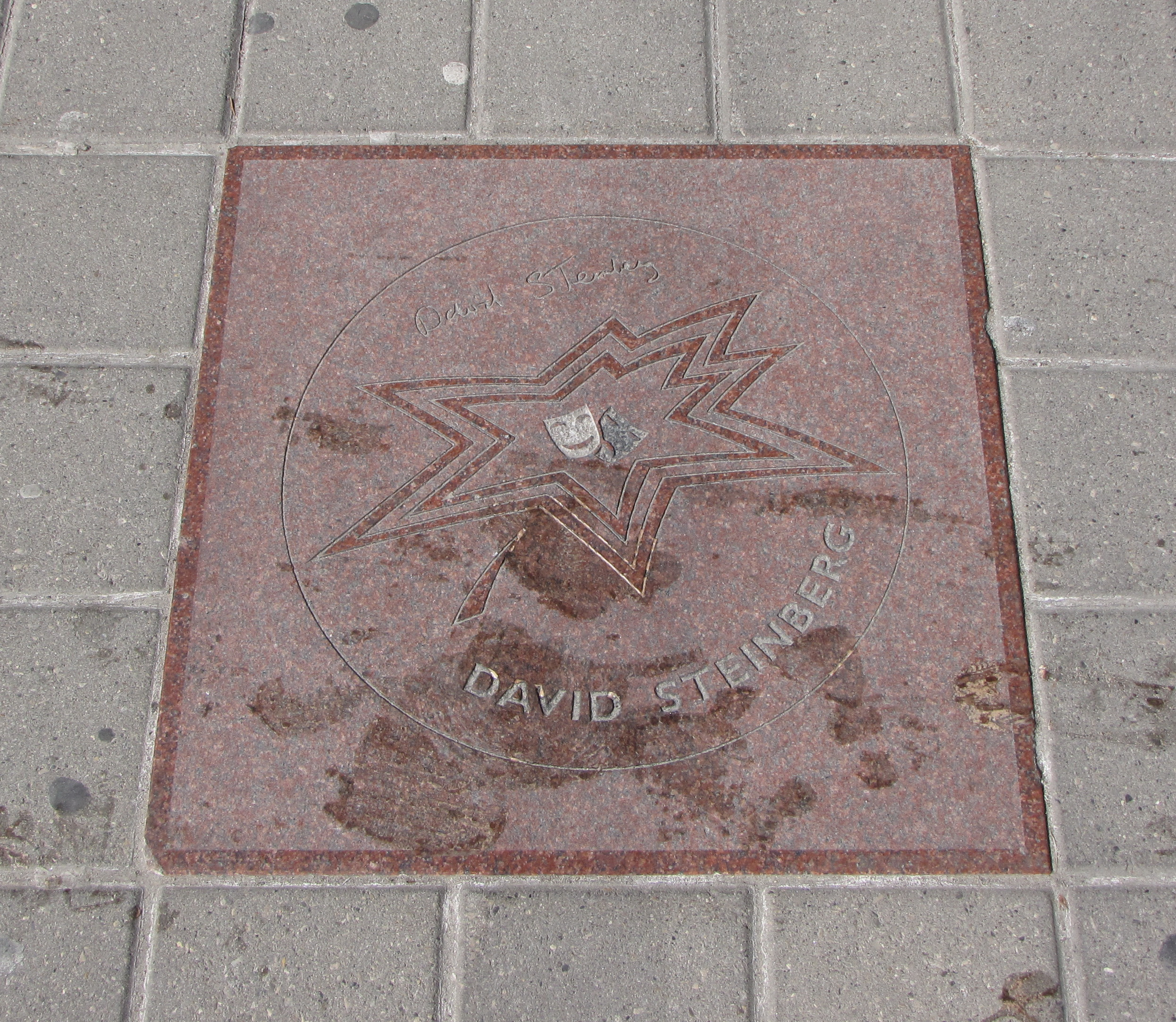
Estrela de David Steinberg na Calçada da Fama do Canadá.

Em 1972, Steinberg escreveu e estrelou The David Steinberg Show, exibido nos Estados Unidos. Em uma crítica da TV Guide, o programa foi rotulado como "sem graça, atrevido, escandaloso e pouco atrativo - tudo o que faz dele um favorito em particular entre os jovens e desiludidos".
Durante a década de 1970, Steinberg realizou algumas notáveis comédias stand-up bem como, The Incredible Shrinking God que contém dez dos seus sermões cômicos e mini-sermões gravados ao vivo durante o seu stand-up de rotina no Second City.
Em 2003, recebeu uma estrela na Calçada da Fama do Canadá.
Steinberg recebeu cinco indicações ao Emmy, ganhando dois como um dos escritores de programas do Óscar em 1991 e 1992. Ele recebeu um CableACE Award em 1992 por sua stand-up comedy, Cats, Cops and Stuff. Foi nomeado para o Directors Guild of America Award duas vezes: primeiro em 1991 pelo episódio de Seinfeld, The Tape, e novamente em 1996 pelo episódio de Mad About You, The Finale: Parts II and III, e foi também nomeado para um Canadian Comedy Awards (2000) e Gemini Awards (2001).

## Filmes
| Ano  | Título                               | Diretor | Roterista | Produtor | Ator |
| ---- | ------------------------------------ | ------- | --------- | -------- | ---- |
| 1967 | Fearless Frank                       |         |           |          | Sim  |
| 1969 | The Lost Man                         |         |           |          | Sim  |
| 1978 | The End                              |         |           |          | Sim  |
| 1979 | Something Short of Paradise          |         |           |          | Sim  |
| 1980 | Nothing Personal                     |         |           |          | Sim  |
| 1981 | Paternity                            | Sim     |           |          |      |
| 1983 | Going Berserk                        | Sim     | Sim       |          |      |
| 1996 | Kids in the Hall: Brain Candy        |         |           | Sim      |      |
| 1997 | The Wrong Guy                        | Sim     |           |          | Sim  |
| 1999 | Judgment Day: The Ellie Nesler Story |         |           | Sim      |      |
| 2000 | The Extreme Adventures of Super Dave |         | Sim       | Sim      |      |
| 2003 | This Thing of Ours                   |         |           | Sim      |      |
| 2005 | The Greatest Game Ever Played        |         |           | Sim      |      |
| 2013 | When Jews Were Funny                 |         |           |          |      |
| 2015 | Being Canadian                       |         |           |          |      |

## Televisão
| Ano            | Título                                      | Diretor | Roterista | Produtor | Ator | Notas                                      |
| -------------- | ------------------------------------------- | ------- | --------- | -------- | ---- | ------------------------------------------ |
| 1968–1969      | The Smothers Brothers Comedy Hour           |         | Sim       |          | Sim  |                                            |
| 1968–1992      | The Tonight Show Starring Johnny Carson     |         |           |          |      |                                            |
| 1969           | NBC Experiment in Television                |         | Sim       |          |      | Episódio: "This Is Sholom Aleichem"        |
| 1969–1970      | The Music Scene                             |         | Sim       |          |      | 14 episódios                               |
| 1970           | The Return of the Smothers Brothers         |         | Sim       |          | Sim  |                                            |
| 1971           | The Odd Couple                              |         |           |          | Sim  | Episódio: "The Odd Couple Meet Their Host" |
| 1972,1976–1977 | The David Steinberg Show                    |         | Sim       |          |      | 26 episódios                               |
| 1973           | ABC's Wide World of Entertainment           |         |           |          | Sim  | Episódio: "Night Train to Terror"          |
| 1975           | The Smothers Brothers Show                  |         |           |          | Sim  | Episódio: "A Boarding House Is Not A Home" |
| 1985           | The Twilight Zone                           | Sim     |           |          |      | "The Uncle Devil Show"                     |
| 1986           | The Young Comedians All-Star Reunion        |         |           | Sim      |      |                                            |
| 1986           | Robin Williams: Live at the Met             |         |           | Sim      |      |                                            |
| 1986           | Tall Tales & Legends                        | Sim     |           |          |      | Episódio: "Casey at the Bat"               |
| 1986           | Billy Crystal: Don't Get Me Started         |         |           | Sim      |      |                                            |
| 1986           | The Ellen Burstyn Show                      | Sim     |           |          |      | Episódio: "Reading Between the Lines"      |
| 1986           | The Golden Girls                            | Sim     |           |          |      | Episódio: "Big Daddy's Little Lady"        |
| 1986–1987      | One Big Family                              | Sim     |           |          |      | 5 episódios                                |
| 1986–1990      | Newhart                                     | Sim     |           |          |      | 15 episódios                               |
| 1987           | The Popcorn Kid                             | Sim     |           |          |      | 2 episódios                                |
| 1987           | Duet                                        | Sim     |           |          |      | 3 episódios                                |
| 1987–1991      | Designing Women                             | Sim     | Sim       | Sim      |      |                                            |
| 1988           | Eisenhower and Lutz                         | Sim     |           |          |      | Episódio: "Bud Junior, Junior: Part 1"     |
| 1988           | Family Man                                  | Sim     |           |          |      | 5 episódios                                |
| 1988           | CBS Summer Playhouse                        | Sim     |           |          |      | Episódio: "Baby on Board"                  |
| 1989           | Billy Crystal: Midnight Train To Moscow     |         |           | Sim      |      |                                            |
| 1989           | I, Martin Short, Goes Home                  |         |           | Sim      |      |                                            |
| 1988           | Annie McGuire                               | Sim     |           |          |      | 6 episódios                                |
| 1989           | It's Garry Shandling's Show                 | Sim     |           |          |      | 2 episódios                                |
| 1990           | The Earth Day Special                       |         | Sim       |          |      |                                            |
| 1990           | The Fanelli Boys                            | Sim     |           |          |      | Episódio: "Pursued"                        |
| 1990           | Get a Life                                  | Sim     |           |          |      | Episódio: "The Sitting"                    |
| 1990–1991      | Good Grief                                  |         |           | Sim      |      | 13 episódios                               |
| 1990–1991      | Evening Shade                               | Sim     |           | Sim      |      | 8 episódios                                |
| 1991           | 63rd Academy Awards                         |         | Sim       |          |      |                                            |
| 1991–1998      | Seinfeld                                    | Sim     |           |          |      | 3 episódios                                |
| 1992           | 64th Academy Awards                         |         | Sim       |          |      |                                            |
| 1993           | Rick Reynolds: Only the Truth Is Funny      | Sim     |           |          |      |                                            |
| 1993           | 65th Academy Awards                         |         | Sim       |          |      |                                            |
| 1993           | It Had to Be You                            | Sim     |           | Sim      |      | 4 episódios                                |
| 1993           | Daddy Dearest                               | Sim     |           |          |      | 2 episódios                                |
| 1994–1999      | Mad About You                               | Sim     |           |          | Sim  | 50 episódios                               |
| 1995–1996      | The Parent 'Hood                            | Sim     |           |          |      | 5 episódios                                |
| 1996           | Carver's Gate                               |         |           | Sim      |      |                                            |
| 1997           | Lost on Earth                               |         |           | Sim      |      | 6 episódios                                |
| 1997           | 69th Academy Awards                         |         | Sim       |          |      |                                            |
| 1997           | Ink                                         | Sim     |           |          |      | Episódio: "Logan's Run"                    |
| 1998           | Friends                                     | Sim     |           |          |      | Episódio: "The One with Phoebe's Uterus"   |
| 1998           | 70th Academy Awards                         |         | Sim       |          |      |                                            |
| 1998           | Living in Captivity                         | Sim     |           |          |      | 2 episódios                                |
| 1999           | The Wonderful World of Disney               | Sim     |           |          |      | Episódio: "Switching Goals"                |
| 2000           | 72nd Academy Awards                         |         | Sim       |          |      |                                            |
| 2000–2001      | Big Sound                                   | Sim     | Sim       | Sim      | Sim  |                                            |
| 2000–2001      | Even Stevens                                | Sim     |           |          |      | 2 episódios                                |
| 2000–2017      | Curb Your Enthusiasm                        | Sim     |           |          |      | 8 episódios                                |
| 2002           | Robin Williams: Live on Broadway            |         |           | Sim      |      |                                            |
| 2004           | Good Girls Don't                            | Sim     |           |          |      | Episódio: "The Big O"                      |
| 2004           | 76th Academy Awards                         |         | Sim       |          |      |                                            |
| 2005           | Wild Card                                   | Sim     |           |          |      | Episódio: "A Whisper from Zoe's Sister"    |
| 2005           | The Comeback                                | Sim     |           |          |      | 2 episódios                                |
| 2005–2007      | Sit Down Comedy with David Steinberg        |         | Sim       | Sim      |      |                                            |
| 2006           | Carlos Mencia: No Strings Attached          | Sim     |           |          |      |                                            |
| 2006           | Campus Ladies                               | Sim     |           |          |      | 3 episódios                                |
| 2006           | Sons & Daughters                            | Sim     |           |          |      | 2 episódios                                |
| 2006           | Help Me Help You                            | Sim     |           |          |      | Episódio: "Perseverance"                   |
| 2007           | Jim Norton: Monster Rain                    |         |           | Sim      |      |                                            |
| 2008           | Weeds                                       | Sim     |           |          |      | Episódio: "The Whole Blah Damn Thing"      |
| 2008           | Down and Dirty with Jim Norton              |         |           | Sim      |      | 4 episódios                                |
| 2008           | Little Britain USA                          |         |           | Sim      |      | 6 episódios                                |
| 2009           | Robin Williams: Weapons of Self Destruction |         |           | Sim      |      |                                            |
| 2010           | Living in Your Car                          | Sim     |           | Sim      |      | 4 episódios                                |
| 2011           | Norm Macdonald: Me Doing Stand-Up           | Sim     |           |          |      |                                            |
| 2011           | Single White Spenny                         | Sim     |           |          |      | Episódio: "Circumcision"                   |
| 2012           | 84th Academy Awards                         |         | Sim       |          |      |                                            |
| 2013           | Law & Order: Special Victims Unit           |         |           |          | Sim  | Episódio: "Wonderland Story"               |
| 2012–2015      | Inside Comedy                               | Sim     |           | Sim      |      | 36 episódios                               |
| 2015           | The Comedians                               |         |           |          | Sim  | Episódio: "Go for Gad"                     |